# Муромский калач
Му́ромский кала́ч (тёртый кала́ч) — старинный вид калача, известный по месту его первоначального производства в городе Муром, другой вид, появившийся позже — московский.

## История
Калач происходит от слова «коло», «круг» (как и слова около, околица). В другой интепретации первоначальное возникновение калача в Муроме объясняется контактами муромлян с татарскими хлебопёками (согласно народной этимологии, приведённой В. В. Похлёбкиным, название связывали с татарским «калач», то есть буквально — «будь голоден!», выражение, отражающее высокую степень аппетита. Следовательно, «калач» означает «аппетитный»), а закрепление производства калачей в Муроме — торговым значением этого города в средние века. О восьми дворах в городе Муроме, в которых хозяева выпекали калачи, свидетельствует под 1556 годом Писцовая книга. В журнале «Живописная Россия» (за 1901 год) свидетельствуется: «Калачное производство считается древним в Муроме, стяжавшем некоторую известность муромцам как калачникам».
Появление трёх калачей на городском гербе Мурома связывают с устным преданием, что во время проезда через город императрицу Екатерину II угощали калачами, которые ей очень понравились. В этой связи 16 августа 1781 года город Муром получил новый герб, описанный в Полном собрании законов Российской империи: «В верхней части в красном поле стоящий на задних лапах лев, имеющий на голове железную корону, держит в передней правой лапе длинный серебряный крест. В нижней — на голубом поле три крупичатых калача, которыми сей город отменно славится». Голубой фон Муромского герба обозначает красоту, мягкость, величие, а золото калачей — символ богатства, справедливости, великодушия.
Муромские калачи отведал и император Павел I. Местные историки отметили, что при встрече государю преподнесли 5 калачей, «а калачам цена по 30 копеек каждый». Павел I хвалил хлеб и даже отправил особым курьером в Петербург несколько калачей, сказав на прощание хлебосольным горожанам: «Буду помнить ваши Муромские калачи, которые скоро увидит моя императрица…». Муромский краевед В. И. Богатов писал: «Калачи пользовались огромной популярностью и в девятнадцатом и в начале двадцатого века. Почти в каждой пекарне, в каждой харчевне можно было их приобрести».

## Технология изготовления
Муромский калач делали из ситного теста (из более мелкомолотой муки, пропущенной через сито, а не решето). Главная особенность теста для муромского калача — это его скважистость, тесто долго мяли («тёрли») руками на льду, благодаря чему не испарялся содержащийся в нём углекислый газ и изделие получалось пористым, с большими пустотами внутри. Благодаря тесту возникло второе название муромского калача — «тёртый». Муромский калач должен быть пышным, скважистым, с мягкой корочкой, и тягучим, упругим, приятным хлебным мякишем. Калач состоит из 3 частей: толстого «животика», нависающей над ним поджаристой, хрустящей «губы» и поддерживающей их обоих «ручки» или «дужки» (в древности называли ещё «перевясло»). Каждая часть отличается нюансами вкуса, так как при разной форме и объёме их выдерживают в печи одинаковое время и поэтому по-разному пропекаются и «поджариваются».
Об утрате в настоящее время подлинной технологии изготовления муромских калачей свидетельствуют многие специалисты. Сейчас «муромскими» называют все калачи, приготовленные в Муроме, в том числе с нарушением изначальной рецептуры.

## Калач в устном и письменном творчестве
Широкое распространение получила поговорка «кяхтинский чай, да муромский калач — полдничает богач», включённая в Толковый словарь живого великорусского языка В. И. Даля. Словосочетание «тёртый калач» известно также с переносным значением.
В сочинении Мельникова-Печерского «В лесах»: «Покончив с чаем, принялся писарь за штофик кизлярки да за печёные яйца с тёртым калачом на отрубях, известным под названием „муромского“».